# Christine Lieberknecht

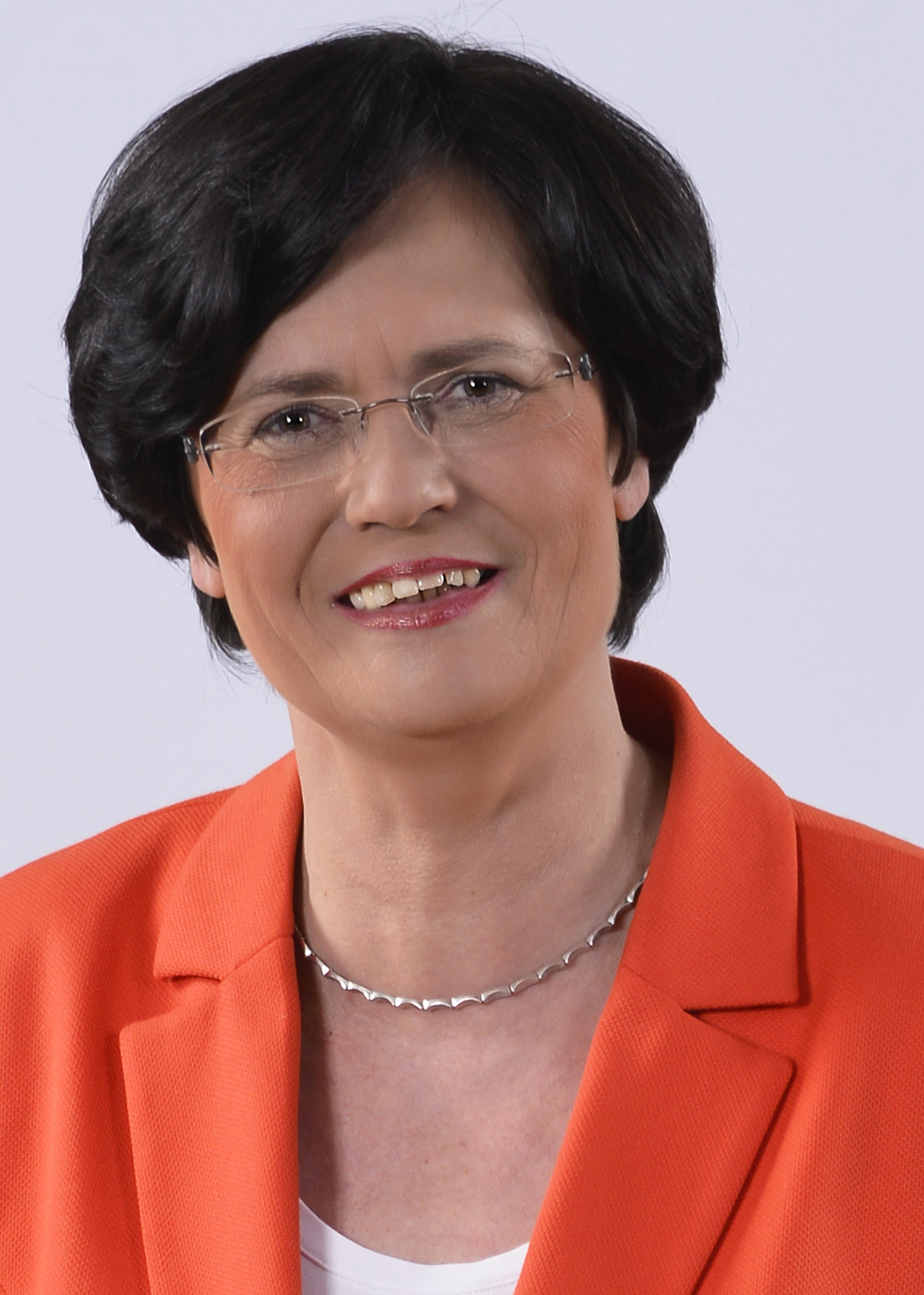
Christine Lieberknecht (2013)

Christine Lieberknecht (geborene Determann, * 7. Mai 1958 in Weimar) ist eine ehemalige deutsche Politikerin (CDU). Sie war von 1991 bis 2019 Abgeordnete im Thüringer Landtag. Von Oktober 2009 bis Dezember 2014 war sie Ministerpräsidentin des Freistaates Thüringen und Landesvorsitzende der CDU Thüringen. Bis 1990 war sie als Pastorin tätig. Nach Bildung der ersten freigewählten Landesregierung bekleidete sie dann fast durchgehend führende Positionen der Landespolitik als Ministerin oder Landtagspräsidentin.
Sie war die erste Ministerpräsidentin in einem der neuen Länder und die erste von der CDU gestellte Ministerpräsidentin deutschlandweit.

## Familie, Ausbildung und Beruf
Christine Lieberknecht wuchs als ältestes von vier Geschwistern im Pfarrhaus von Leutenthal auf, wo ihr Vater evangelisch-lutherischer Pfarrer war. Der Vater Lukas Determann (* 13. November 1927; † 15. November 2018), Sohn des Malers Walter Determann, war Pfarrer in Leutenthal (1956–1971) und Oßmannstedt (1986–1993) sowie Superintendent von Buttstädt und Apolda (1971–1986); ihre Mutter war Krankenschwester. Lieberknecht war kein Mitglied der Pionierorganisation Ernst Thälmann und nahm nicht an der Jugendweihe teil, trat aber später der FDJ bei.
Nach dem Abitur 1976 an der Erweiterten Oberschule „Geschwister Scholl“ in Bad Berka studierte sie Evangelische Theologie an der Friedrich-Schiller-Universität Jena und war gesellschaftlich als ehrenamtliche FDJ-Sekretärin der Theologiestudent(inn)en tätig. Sie legte 1982 das erste theologische Examen ab. Im selben Jahr trat sie ein Vikariat in der Evangelisch-Lutherischen Kirche in Thüringen an. 1984 absolvierte sie das zweite theologische Examen. Anschließend war sie bis 1990 als Pastorin für die nördlich von Weimar gelegenen Dörfer Ottmannshausen, Hottelstedt und Stedten am Ettersberg zuständig.
Lieberknecht lebt mit ihrem Ehemann, dem Pfarrer i. R. Martin Lieberknecht, in Ramsla bei Weimar. Sie haben zwei Kinder.

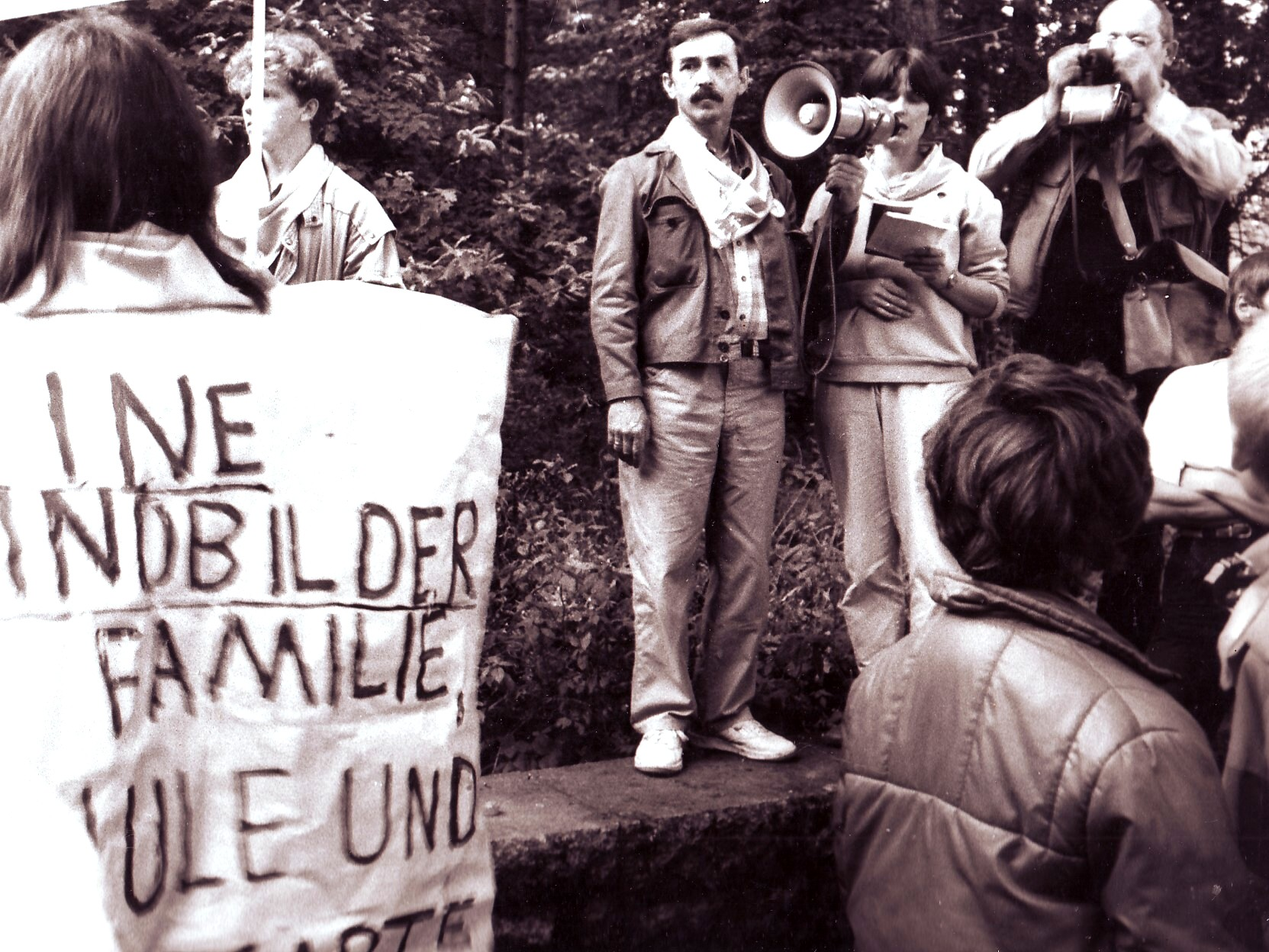
Als Rednerin beim Olof-Palme-Friedensmarsch der CFK Buchenwald-Kapellendorf 1987

## Frühe politische Arbeit
Lieberknecht trat 1981 in die Blockpartei CDU der DDR ein. Als Pastorin wirkte sie bis 1990 an der Christlichen Friedenskonferenz (CFK) mit.
Im September 1989 gehörte Lieberknecht mit Gottfried Müller, Martin Kirchner und der Rechtsanwältin Martina Huhn zu den vier Unterzeichnern des „Briefes aus Weimar“, der sich an den Parteivorstand sowie an alle Bezirks- und Kreisvorstände der CDU der DDR richtete und die Aufkündigung des Bündnisses mit der SED forderte. Im Spätherbst 1989 wurde sie in den Parteivorstand der CDU unter dem späteren ersten demokratisch gewählten Ministerpräsidenten der DDR, Lothar de Maizière, gewählt. In der Wendezeit wurde sie Gründungsmitglied der ersten Gruppe der Jungen Europäischen Föderalisten in der DDR. Von Mai bis August 1990 arbeitete Lieberknecht im „Politisch-Beratenden Ausschuss“ zur Vorbereitung des Landes Thüringen mit.

## Thüringer Ministerin für Kultus und Bundesangelegenheiten (1990–1999)

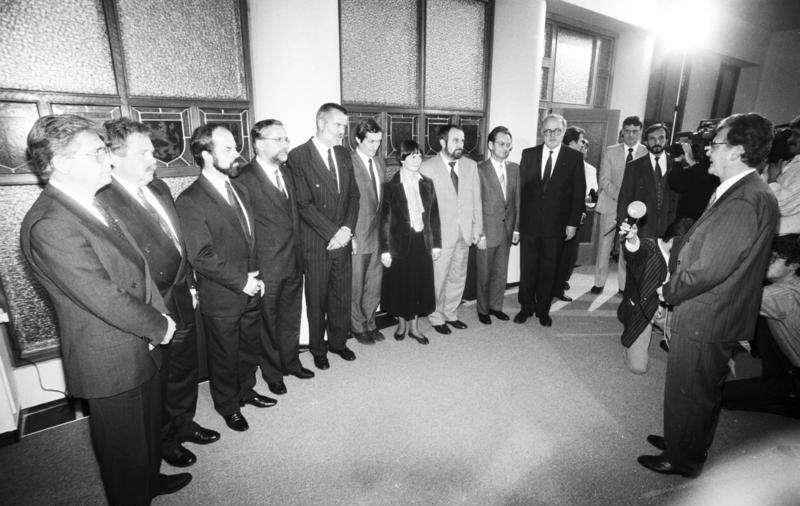
Kabinett Duchač, 1990: Als Kultusministerin war Lieberknecht (Bildmitte) das einzige weibliche Mitglied

Nach der Wende und noch vor der Wiederherstellung des Landes Thüringen mit dem Ländereinführungsgesetz wurde Christine Lieberknecht am 20. Januar 1990 zur stellvertretenden Landesvorsitzenden der CDU Thüringen gewählt. Nach dem CDU-Sieg bei der ersten freien Landtagswahl in Thüringen (14. Oktober 1990) wurde Lieberknecht zur Kultusministerin der neu gebildeten CDU/FDP-Landesregierung ernannt. Eine ihrer ersten Aufgaben war die Umgestaltung des Bildungssystems. In Thüringen wurde ein in Deutschland neues zweigliedriges System mit Gymnasium und Regelschule eingeführt. Thüringen hielt am Zentralabitur nach 12 Schuljahren fest.
Seit dem 19. März 1991 gehörte Lieberknecht auch dem Thüringer Landtag an. Sie rückte für Michael Krapp nach, der zum Staatssekretär als Chef der Thüringer Staatskanzlei ernannt wurde und deshalb sein Mandat niederlegte. Als gegen Ministerpräsident Josef Duchač Vorwürfe laut wurden, er habe während der Zeit der DDR für das Ministerium für Staatssicherheit gearbeitet, trat Lieberknecht aus Protest von ihrem Ministeramt zurück und löste so Duchačs Rücktritt am 23. Januar 1992 aus. Am 20. Juni 1992 gab Lieberknecht auch den Posten einer stellvertretenden Vorsitzenden der CDU Thüringen ab. Seither war sie zunächst mehrfach kooptiertes Mitglied im CDU-Landesvorstand, bis sie 2009 zur Landesvorsitzenden gewählt wurde.
Von 1992 bis 1994 war Lieberknecht unter dem neuen Ministerpräsidenten Bernhard Vogel Ministerin für Bundes- und Europaangelegenheiten (Kabinett Vogel I). In der Legislaturperiode von 1990 bis 1994 war Lieberknecht das einzige weibliche Mitglied im Kabinett. Nach der Landtagswahl in Thüringen 1994 bildete Vogel eine Große Koalition aus CDU und SPD und ernannte sie zur Ministerin für Bundesangelegenheiten in der Staatskanzlei (Kabinett Vogel II). Dieses Amt hatte sie bis 1999 inne.

## Landtagspräsidentin, CDU-Fraktionsvorsitzende und Sozialministerin (1999–2009)
Bei der Landtagswahl 1999 erreichte die CDU unter Vogel die Absolute Mehrheit. Dem Kabinett gehörte Lieberknecht allerdings nicht mehr an. Während der 3. Legislaturperiode fungierte sie als Präsidentin des Thüringer Landtags und erwarb sich dabei großen Respekt seitens der Oppositionsparteien SPD und PDS. In ihrer Funktion vereidigte sie 2003 nach dem Rücktritt von Bernhard Vogel auch dessen Nachfolger Dieter Althaus im Amt des Ministerpräsidenten.
Nach der Landtagswahl 2004 trat Lieberknecht die Nachfolge des bisherigen CDU-Fraktionschefs Frank-Michael Pietzsch an; neue Landtagspräsidentin wurde Dagmar Schipanski.
Am 8. Mai 2008 wurde sie als Ministerin für Soziales, Familie und Gesundheit im Kabinett von Dieter Althaus vereidigt, wobei sie Klaus Zeh nachfolgte. Ihr Nachfolger als CDU-Fraktionsvorsitzender wurde Mike Mohring.

## Ministerpräsidentin und CDU-Landesvorsitzende (2009–2014)

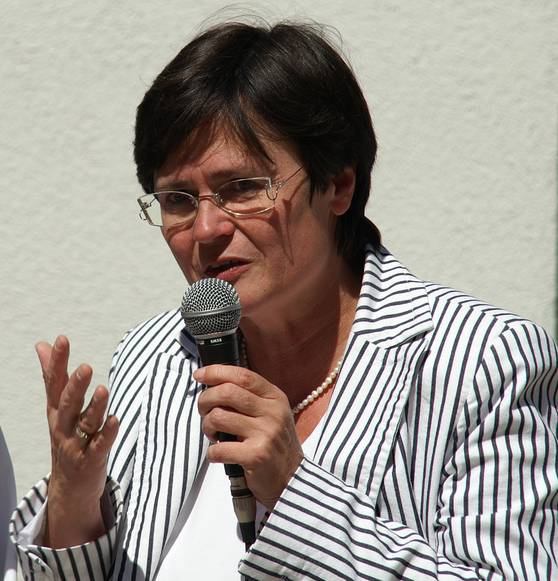
Christine Lieberknecht, 2005

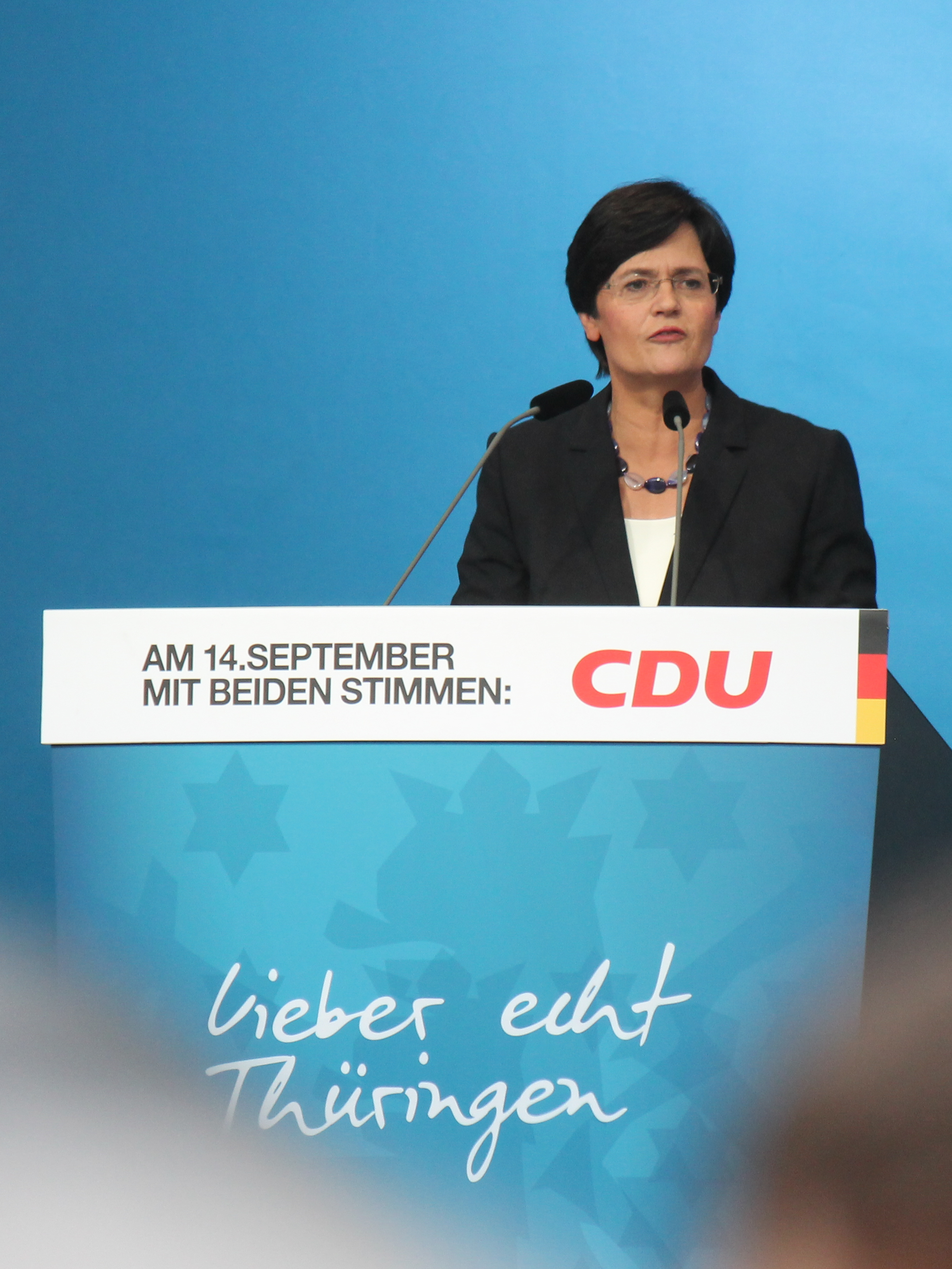
Lieberknecht beim Abschluss des Landtagswahlkampfes 2014

Nach dem Verlust der absoluten CDU-Mehrheit im Landtag bei der Landtagswahl in Thüringen 2009 trat Dieter Althaus als Ministerpräsident und CDU-Landesvorsitzender zurück. Infolge der Neuformierung der CDU nominierte das Präsidium der Landespartei am 8. September 2009 auf Empfehlung von Finanzministerin Birgit Diezel Christine Lieberknecht einstimmig zur Kandidatin für das Ministerpräsidentenamt im Falle einer möglichen Koalition aus CDU und SPD. Diezel selbst verzichtete zugunsten Lieberknechts auch auf jegliche Ansprüche auf den CDU-Landesvorsitz.
Am 29. September 2009 entschied die SPD Thüringen, Verhandlungen mit der CDU über die Bildung einer Koalition aufzunehmen, und wandte sich gegen eine ebenfalls mögliche Regierungskoalition mit Linken und Grünen. Eine Ministerpräsidentin Christine Lieberknecht werde von den Sozialdemokraten wegen ihrer ausgleichenden Art akzeptiert.
Am 25. Oktober 2009 wurde Lieberknecht auf einem Parteitag der CDU mit 83,3 Prozent zur neuen Landesvorsitzenden gewählt. Am selben Tag stimmten sowohl CDU als auch SPD dem zwischen beiden Parteien ausgehandelten Koalitionsvertrag mit großen Mehrheiten zu.
Am 30. Oktober 2009 stellte sich Lieberknecht im Thüringer Landtag zur Wahl der Ministerpräsidentin. Im ersten und zweiten Wahlgang erhielt sie überraschend jeweils nur 44 Stimmen; jeweils fehlte eine Stimme zur absoluten Mehrheit. Für den dritten Wahlgang, in dem die einfache Mehrheit zur Wahl reichte, kandidierte auch der Spitzenkandidat der Linken bei der Landtagswahl 2009, Bodo Ramelow. In diesem Wahlgang erhielt Lieberknecht 55 Stimmen; damit wurde sie zur Ministerpräsidentin gewählt. Nach Heide Simonis war sie bundesweit die zweite Frau und zudem die erste CDU-Politikerin, die Ministerpräsidentin eines Bundeslandes wurde.
Am 4. November 2009 wurden die Minister des Kabinetts Lieberknecht ernannt und vereidigt. In diesem stellte die Union neben der Ministerpräsidentin fünf Minister und Ministerinnen, die SPD erhielt vier Ressorts.
Ein Jahr nach ihrer Wahl zur Ministerpräsidentin wurde Lieberknecht am 13. November 2010 auf dem CDU-Landesparteitag in Sömmerda mit 79,6 Prozent als Landesvorsitzende im Amt bestätigt. Am 10. November 2012 wurde Lieberknecht auf dem Parteitag der CDU in Seebach mit 75,8 Prozent als Landesvorsitzende wiedergewählt.
Am 19. August 2013 wurde die Aufhebung ihrer parlamentarischen Immunität wegen des Verdachts auf Untreue beantragt, nachdem sie zuvor ihren Staatssekretär Peter Zimmermann mit Pensionsansprüchen in den einstweiligen Ruhestand versetzt hatte, obwohl dieser auf eigenen Wunsch zum Unternehmen Unister wechseln wollte. Am 11. September 2013 hob der Justizausschuss des Thüringer Landtages die Immunität Lieberknechts auf. Am 3. Februar 2014 stellte die Staatsanwaltschaft Erfurt die Ermittlungen gegen die Ministerpräsidentin ein, da kein hinreichender Tatverdacht bestand.
Am 14. Februar 2014 wurde sie auf einer Landesvertreterversammlung der CDU Thüringen von 93,16 Prozent der Delegierten zur Spitzenkandidatin ihrer Partei bei der Landtagswahl in Thüringen 2014 gewählt. Unter ihrer Führung verbesserte die Partei bei der Wahl am 14. September 2014 das historisch schlechte Ergebnis der Landtagswahl 2009 um 2,3 Prozentpunkte und erreichte 33,5 Prozent der Stimmen. Da der Koalitionspartner SPD, der vor der Wahl eine rot-rot-grüne Koalition unter Führung des Linken-Spitzenkandidaten Bodo Ramelow nicht ausgeschlossen hatte, dramatisch auf 12,4 Prozent einbrach, hatten sowohl Schwarz-Rot wie auch Rot-Rot-Grün nur eine Mehrheit von einer Stimme im Landtag. Lieberknecht wie Ramelow kündigten Sondierungsgespräche mit SPD und Grünen an. Doch das von Lieberknecht vorgeschlagene neue Modell einer schwarz-rot-grünen Koalition („Afghanistan-Koalition“) lehnte die Grünen-Spitze um Spitzenkandidatin Anja Siegesmund nach dem ersten Sondierungsgespräch mit der CDU ab. Die SPD setzte daraufhin Sondierungsgespräche mit der CDU einerseits und mit Linken und Grünen andererseits fort. Am 20. Oktober 2014 empfahl die SPD ihren Mitgliedern, für die Aufnahme von Koalitionsverhandlungen mit der Linken und den Grünen zu stimmen, am 4. November 2014 votierte die SPD-Basis mit 69,93 Prozent für die Empfehlung des Parteivorstandes und damit de facto gegen die Fortsetzung der schwarz-roten Landesregierung. Lieberknecht teilte am 2. Dezember 2014 mit, dass sie auf dem kommenden Landesparteitag nicht mehr als Parteivorsitzende kandidieren und, trotz der nur knappen rot-rot-grünen Mehrheit, bei der Wahl des Ministerpräsidenten nicht als CDU-Gegenkandidatin zu Bodo Ramelow antreten werde. Am 5. Dezember 2014 wurde Ramelow im zweiten Wahlgang zum Nachfolger von Christine Lieberknecht in das Amt des Thüringer Ministerpräsidenten gewählt.

## Nach dem Ministerpräsidentenamt (2014–2019)
Am 13. Dezember 2014 wurde Mike Mohring zum Nachfolger Lieberknechts als Vorsitzender des CDU-Landesverbandes Thüringen gewählt. Lieberknecht blieb als einfache Landtagsabgeordnete in der Thüringer Politik. 2015 wurde sie vom Stiftungsrat als Mitglied in den Vorstand der Stiftung zur Aufarbeitung der SED-Diktatur gewählt. Nachdem sie zwischenzeitlich eine erneute Kandidatur um ein Mandat bei der Landtagswahl 2019 erwogen hatte, gab sie im Mai 2018 bekannt, nicht erneut anzutreten und sich zum Ende der Legislaturperiode aus der Berufspolitik zurückzuziehen.

## Vorschlag als Interimsministerpräsidentin (2020)
Im Zuge der Regierungskrise in Thüringen 2020 und des Rücktritts des Ministerpräsidenten Thomas Kemmerich (FDP) schlug ihr Amtsnachfolger und Kemmerichs Vorgänger Bodo Ramelow (Die Linke) am 17. Februar 2020 Lieberknecht als Übergangsministerpräsidentin vor; sie könne mit den Stimmen von Linken, SPD, Grünen und CDU gewählt werden. Zuvor solle der Landtag mit Zweidrittelmehrheit seine Auflösung beschließen, Lieberknecht mit drei Ministern (für die Ressorts Finanzen, Justiz und Staatskanzlei) die Landesregierung führen und Neuwahlen vorbereiten.
Nachdem sich in Verhandlungen über eine mögliche Übergangsregierung ihre eigene Partei, die Thüringer CDU, gegen rasche Neuwahlen ausgesprochen hatte, distanzierte sich Lieberknecht von ihren Parteikollegen und zog ihre Bereitschaft, als Interimsministerpräsidentin zu kandidieren, zurück. Sie stehe für das Amt nicht mehr zur Verfügung, da sie sich nur auf Ramelows Lösungsvorschlag mit schnellen Neuwahlen habe einlassen wollen. Dieser Widerspruch lasse sich nicht auflösen, sagte Lieberknecht gegenüber der Thüringer Allgemeinen.

## Weitere Funktionen

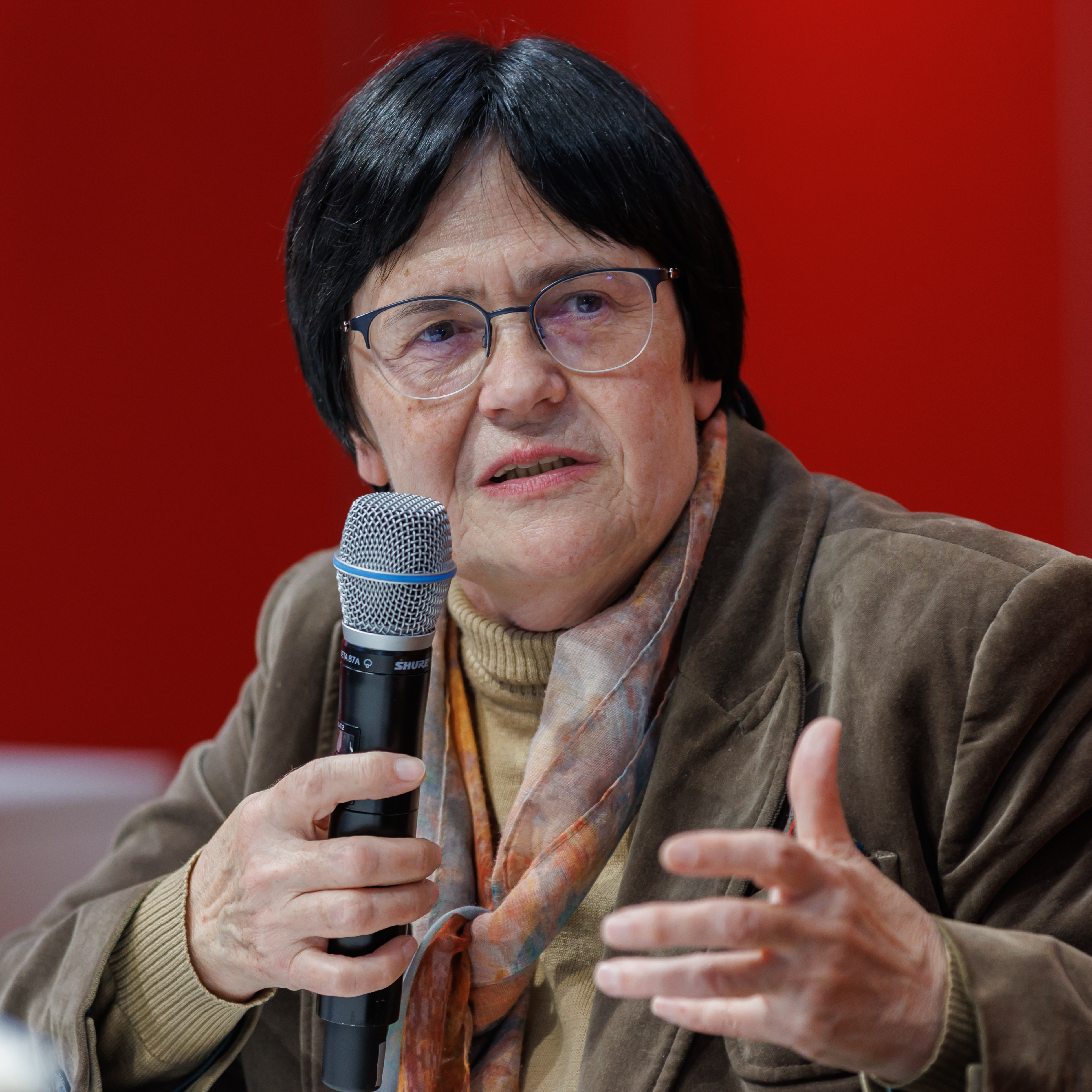
Lieberknecht (2025)

Christine Lieberknecht ist und war u. a.
- Stellvertretende Bundesvorsitzende des Evangelischen Arbeitskreises (EAK) der CDU/CSU
- Präsidentin des Kuratoriums Deutsche Einheit e. V. (2003–2018)[33]
- Vorstandsmitglied im Verein zur Förderung der Stiftung zur Bewahrung kirchlicher Baudenkmäler in Deutschland e. V. – KiBa
- Präsidentin des Landesverbandes Thüringen im Verband Deutscher Gebirgs- und Wandervereine e. V.
- Stellvertretende Vorsitzende der Internationalen Martin Luther Stiftung[34]
- Mitglied im Kuratorium der EKD zur Vorbereitung des Reformationsjubiläums 2017
- Mitglied im Kuratorium des evangelikalen Vereins ProChrist e. V.[35]
- seit 2009 Mitglied im Vorstand der Bundesstiftung zur Aufarbeitung der SED-Diktatur

Vom April 2019 bis Dezember 2020 war Lieberknecht Mitglied der von der Bundesregierung eingesetzten Kommission „30 Jahre Friedliche Revolution und Deutsche Einheit“.
Lieberknecht wurde von der CDU Thüringen als Delegierte zur 17. Bundesversammlung entsandt.

## Positionen
Anfang 2025 plädierte Lieberknecht für eine Normalisierung des parlamentarischen Umgangs mit der Alternative für Deutschland (AfD). Nach der Wende sei es nicht zum „Ende der Geschichte“ gekommen, man seie allerdings „nicht so weit weg“ vom „Kampf der Kulturen“.

## Auszeichnungen
- 2006: Faustorden des Handwerker Carnevalsverein Weimar
- 2013: Mérite Européen in Gold